# Thermoplan Arena
Thermoplan Arena  (ou Arena Thermoplan) é um campo de futebol localizado em Weggis, na Suíça, onde o Brasil se preparou para a Copa do Mundo de 2006, na Alemanha. Para receber a seleção brasileira, foram investidos mais de um milhão de Francos suíços para a adaptação do local às normas da FIFA, inclusive com a construção provisória de uma arquibancada para 5.000 pessoas, a ser utilizada somente no período de preparação da seleção brasileira.